# Hans Andersag
Hans Andersag (* 16. Februar 1902 in Lana (Meran); † 10. August 1955 in Wuppertal) war ein deutscher Chemiker.

## Leben
Er war italienischer Staatsbürger, promovierte als Chemieingenieur und war ab 1928 bei Bayer im Hauptlabor in Elberfeld.
1934 gelang Andersag die Entdeckung des Chloroquins (Resochin genannt), eines sehr effektiven Wirkstoffs gegen Malaria, im Labor von Bayer in Wuppertal-Elberfeld (seinerzeit Teil der I. G. Farbenindustrie AG). Chloroquin war lange Zeit das weitestverbreitete Medikament zur Vorbeugung und Behandlung von Malaria. Seine Vorteile als Malaria-Mittel wurden allerdings erst von den USA während des Zweiten Weltkriegs entdeckt, es fand nach dem Krieg in großem Umfang Verwendung. Bei Bayer wurde diese Verwendung wegen vermuteter Toxizität nicht weiterverfolgt und stattdessen Sontochin (die methylisierte Form von Chloroquin) entwickelt.
Unabhängig von Robert R. Williams synthetisierte er 1936 mit Kurt Westphal Vitamin B1. Andersag gelang auch die erste Synthese des Vitamins B6, zusammen mit Richard Kuhn, Kurt Westphal und Gerhard Wendt.